# Відеоконтролер
Відеоконтролер (англ. Video Display Controller, VDC) — спеціалізована мікросхема, яка є головним компонентом схеми формування відеозображення в комп'ютерах та ігрових консолях. Деякі відеоконтролери мають додаткові можливості, наприклад, генератор звуку. Мікросхеми відеоконтролерів застосовувалися переважно в домашніх комп'ютерах та ігрових системах 1980-х років.

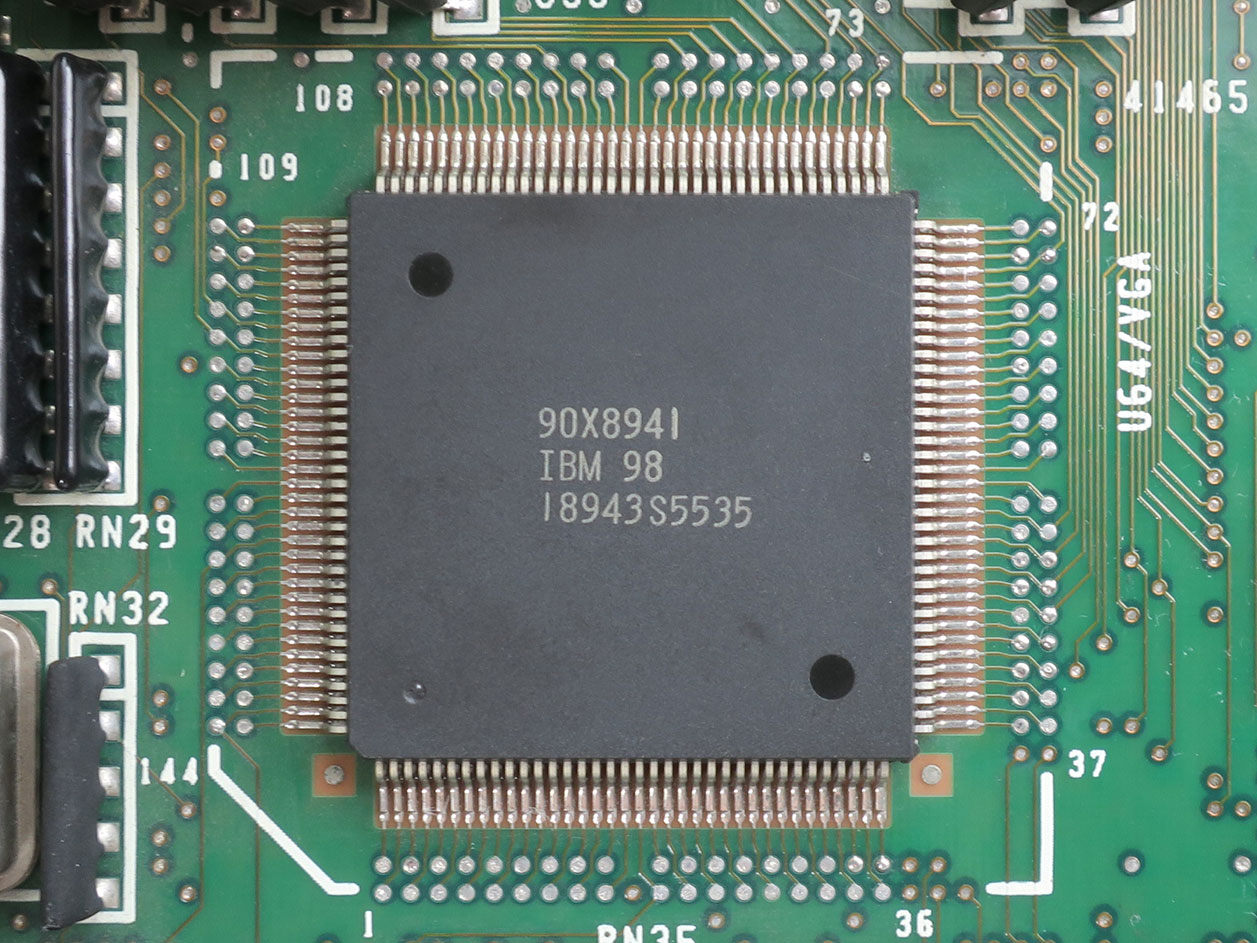
Мікросхема відеоконтролера VGA IBM 90X8941 (1989 рік)

До появи мікросхем відеоконтролерів схеми формування зображення повністю будувалися на дискретній логіці. До середини 1970-х років монітори з електронно-променевою трубкою стали популярним пристроєм виведення інформації для мікрокомп'ютерів, а розвиток технології виробництва мікросхем дозволив реалізувати основну частину схеми формування зображення у вигляді окремої мікросхеми. Це спрощувало розробку таких схем, зменшувало габарити друкованих плат і споживання енергії, знижувало вартість пристроїв. Подальший розвиток відеоконтролерів привів до появи більш складних і багатофункціональних пристроїв — відеопроцесорів.
Головним компонентом схеми формування зображення завжди є відеоконтролер,[джерело?] а також графічний процесор, але можуть використовуватись і додаткові мікросхеми — ОЗП для зберігання зображення, ПЗП для зберігання зображень символів, і додаткова дискретна логіка (наприклад, зсувні регістри) для побудови закінченої схеми. В будь-якому випадку, відеоконтролер відповідає за генерування необхідних синхросигналів, таких як сигнали вертикальної і горизонтальної синхронізації, сигнал зворотного ходу променя.

## Типи відеоконтролерів

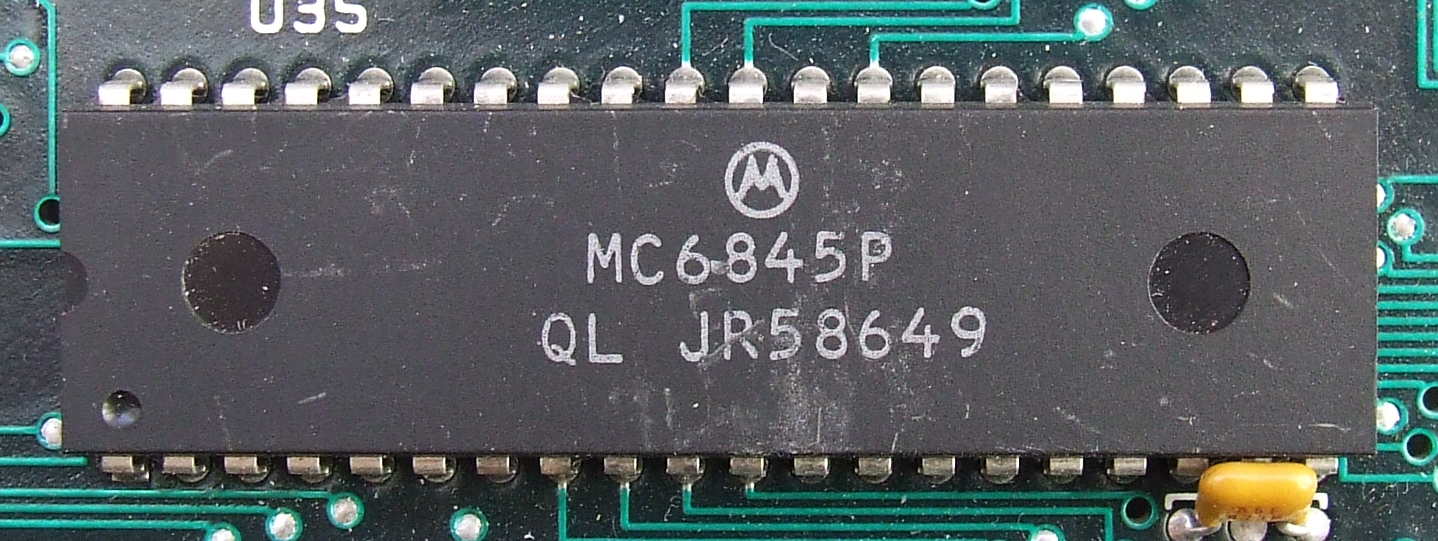
Відеоконтролер Motorola 6845, широко розповсюджений у 1980-х роках

Мікросхеми відеоконтролерів можна розділити на чотири групи за принципом їх роботи.
Зсувовий відеорегістр (video shift register) — найпростіший тип відеоконтролера. Генерує синхросигнали і перетворює байти відеоданих, отримувані від процесора або контролера ПДП, у послідовність біт, яка разом з синхросигналами формує вихідний відеосигнал. Відеоконтролери цього типу зазвичай підтримують тільки растрові відеорежими дуже низької роздільності. Єдиним прикладом подібного відеоконтролера загального призначення, що використовувався в домашніх комп'ютерах, є мікросхема RCA CDP1861. В інших домашніх системах, які також використовують відеоконтролери цього типу, застосовувалися замовні мікросхеми — наприклад, Television Interface Adaptor (TIA) в ігровій консолі Atari 2600, БМК комп'ютера Sinclair ZX81.
Контролер ЕПТ (CRTC — Cathode Ray Tube Controller) генерують синхросигнали і виконують читання ОЗП, використовуваного як відеопам'ять. Прочитані дані використовуються для формування адреси ПЗП знакогенератора (для текстових відеорежимів) або безпосередньо (для графічних режимів високої роздільності). Відеоконтролери цього типу вимагають великої кількості зовнішніх компонентів, які виконують формування відеосигналу, що дозволяє їм мати широкий діапазон можливостей, від найпростіших текстових режимів до кольорової графіки високої роздільності. Такі відеоконтролери зазвичай не мають підтримки апаратних спрайтів. Серед найвідоміших відеоконтролерів цього типу — мікросхеми Intel 8275 і Motorola 6845.
Контролер відеоінтерфейсу (video interface controller) — наступний крок у розвитку відеоконтролерів. Практично всі компоненти схеми генерування відеосигналу інтегровані в одну мікросхему. Із зовнішніх елементів потрібні тільки аналогові кола формування відеосигналу. До цієї категорії наленжать мікросхема Signetics 2636 і мікросхеми, що використовувалися у 8-розрядних комп'ютерах компанії Commodore (найвідоміша мікросхема — MOS Technology VIC-II, використовувана в Commodore 64).
Відеоспівпроцесор (video co-processor) — складніші пристрої, що використовують як відеопам'ять окремий ОЗП і здатні не тільки відображати, але й самостійно обробляти дані в ній. Серед прикладів цього типу відеоконтролерів — мікросхема ANTIC, що застосовувалася у 8-розрядних системах Atari, і мікросхеми Texas Instruments TMS9918, Yamaha V9938 і V9958, що застосовувалися в комп'ютерах стандарту MSX. До цієї категорії також відносять відеоконтролери 8-бітових і 16-бітових ігрових консолей.